# 2020年の文学
2020年の文学（2020ねんのぶんがく）では、2020年の世界の文学に関する出来事について記述する。
2019年の文学 - 2020年の文学 - 2021年の文学

## 受賞
全世界、全ての言語
- ノーベル文学賞

2020年のノーベル文学賞は、ルイーズ・グリュックに授与された。授与した理由は「厳粛な美を伴いつつ、まぎれもなく詩的な声で、個の存在を普遍的なものにした」ことであった。スウェーデン・アカデミーはグリュックの作品は個人の経験を普遍的なテーマに昇華させる力を持っていると評価した。その上で「詩の音色は一見、自然だが衝撃的だ。読者は痛々しい家族関係の、残酷なほど直接的なイメージに遭遇する。それは率直で妥協がなく、詩的な装飾を施した痕跡はない。彼女は人生の過ちや変化し続ける状況だけにとらわれない、根本的な変化と再生の詩人でもある。その飛躍は、深い喪失の感覚から生まれている」とした。
ヨーロッパ
- ヨーロッパ図書賞（フランス語: Le Prix du Livre Européen、英語:The European Book Prize)は、スロバキアのパヴェル・ランコフ（Pavel Rankov　、あるいはパヴォル・ランコフ 英語版）の『それは9月1日に起きた』（Stalo sa prvého septembra、2008年の小説）が受賞。

英語圏
- ブッカー賞 - ダグラス・スチュワート (作家)（Douglas Stuart）のShuggie Bain

フランス語圏
- ゴンクール賞 - エルヴェ・ル・テリエ『アノマリー』

スペイン語圏
- セルバンテス賞 - フランシスコ・ブリネス（Francisco Brines）

台湾
- 台湾文学賞金典賞 - 陳思宏（チェン・スーホン）（中国語版）の『亡霊の地』が受賞。この作品は台湾文学賞金典年度大賞と金鼎賞文学図書賞をダブル受賞した。本作品は、台湾の賞をダブル受賞しただけでなく、ニューヨーク・タイムズでも「最も読みたい本」に選出されるなど、国内外で注目を集めている[2]。陳思宏の故郷である台湾の永靖を舞台に、大家族の物語がそれぞれの声で語られる作品。同性愛者として生きる抑圧から逃れるために永靖を離れベルリンで暮らしていた主人公の陳天宏（チェン・ティエンホン）は恋人を殺してしまう。刑期を終えて十数年ぶりに故郷の永靖に戻り、家族や地域の人々との再会を通じ、生者だけでなく死者の語りも通して、天宏が恋人を殺した理由、土地の秘密、過ぎ去りし時代の恐怖などが明らかになってゆく[2]。

日本国内
- 第162回（2019年下半期）芥川賞・直木賞（1月15日）
  - 芥川賞 - 古川真人『[背高泡立草』（すばる10月号）
  - 直木賞 - 川越宗一『熱源』（文芸春秋）
- 第163回（2020年上半期）芥川賞・直木賞（7月15日）
  - 芥川賞 - 高山羽根子『琉球の馬（新潮3月号）、遠野遥の『破局』（文藝夏季号）
  - 直木賞 - 馳星周『少年と犬』（文芸春秋）

- 第17回本屋大賞（4月7日） - 凪良ゆう『流浪の月』（東京創元社）

児童文学賞
- 国際アンデルセン賞作家賞 - ジャクリーン・ウッドソン（英語版）（Jacqueline Woodson）

## 日本国内のできごと
- 1月15日 - 第162回芥川龍之介賞・直木三十五賞（2019年下半期）の選考委員会開催。芥川賞に古川真人の『背高泡立草』（すばる10月号）、直木賞に川越宗一『熱源』（文藝春秋）が受賞[3]。

- 4月7日 - 第17回本屋大賞に凪良ゆうの『流浪の月』（東京創元社）が受賞[4]。

- 7月15日 - 第163回芥川龍之介賞・直木三十五賞（2020年上半期）の選考委員会開催。芥川賞に高山羽根子の『首里の馬』（新潮3月号）と遠野遥の『破局』（文藝夏季号）、直木賞に馳星周『少年と犬』（文藝春秋）が受賞[5]。